# Пропранолол
Пропранололът е бета-блокер, използван за лечение на сърдечносъдови проблеми, за облекчаване на симптомите при ситуационно и общо безпокойство, както и за превенция на мигрена. Има антиангинозно и антиаритмично действие.

## Описание
Бързо и почти напълно се абсорбира от стомашно-чревния тракт. Свързва се с плазмените белтъци на 90 – 95%. Натрупва се в белодробната тъкан, мозъка, бъбреците, сърцето, преминава през плацентарната бариера и прониква в кърмата.
Не се препоръчва употребата му с моноаминооксидазни инхибитори.